# Unstern!
Unstern! Sinistre, disastro (S 208) ist ein Klavierstück von Franz Liszt. Es gehört zu seinem Spätwerk und weist deshalb eine sonst lisztuntypische Harmonik und Tonsprache auf. Der Entstehungszeitpunkt ist unsicher, wird aber meist auf 1881 geschätzt. Liszt beschreibt, wie der Name bereits vermuten lässt, eine unheimliche, düstere und katastrophale Stimmung, die sich vor allem in Dissonanzen zeigt.

## Hintergrund und Nachwirkung
Liszts letzte Lebensjahre waren von Tristesse und Verzweiflung geprägt, nicht zuletzt auch aufgrund des Todes seines Wegbegleiters Richard Wagner im Jahr 1883. Dieser Gemütszustand spiegelt sich folglich auch in seinem Spätwerk wider. Serge Gut grenzt den Entstehungszeitraum von Unstern! auf die Jahre nach 1880 ein, nennt aber 1881 als mögliches Entstehungsjahr. Veröffentlicht wurde Unstern! erst posthum im Jahr 1927. Auch Dolores Pesce nennt 1881 als Entstehungsjahr und wertet das Stück als persönliches Eingeständnis von Liszts düsterer Vorahnung. Für Michael Stegemann ist das Stück ein „Klangspiegel der Abgründe, in denen sich Liszt damals verlor.“
Die experimentelle Musiksprache im Spätwerk wurde oft als Vorbote einer Atonalität gesehen, wie sie sich in der ersten Hälfte des 20. Jahrhunderts allmählich etablierte. Zwar zeichnen sich Elemente dieser Neuen Musik auch in Unstern! deutlich ab. Ein direkter Einfluss auf die musikalischen Entwicklungen nach 1890 darf aber bezweifelt werden, da viele dieser Spätwerke erst weit nach seinem Tod publiziert wurden.

## Musik
Liszt verlässt in Unstern! die typischen Gepflogenheiten der Romantik. So dienen die Akkorde nicht mehr maßgeblich zur Harmonisierung einer Melodie, sondern zur Erzeugung von Klangfarben. Das musikalische Material ist teils stark reduziert, an der Grenze zur Atonalität und beinhaltet den Tritonus, an sich schon als Teufelsintervall berüchtigt, zudem den übermäßigen Dreiklang und diverse weitere Dissonanzen. Damit erscheint dieses Werk Liszts als seiner Zeit voraus und erinnert an den Musikgestus kommender Epochen, etwa an die Musik Anton Weberns und an den Expressionismus. 
Das Stück beginnt im Lento mit einer Melodielinie im Bassregister, die hauptsächlich zwei Tritoni enthält und wiederholt wird. Sie erklingt noch zweimal um eine Quarte herauftransponiert als Sequenz. Dazwischen befinden sich Pausen. Ab Takt 21 setzen Gis-Oktaven in der rechten Hand ein, während bald darauf eine Oktavenbewegung in der linken Hand beginnt. In Takt 25 folgt ein stetiger, viertaktiger Akkordwechsel zwischen einem übermäßigen und einem Moll-Akkord. Das letzte Schema erscheint erneut, und zwar um einen Halbtonschritt nach oben transponiert. Als Dramatisierung des Geschehens werden Ais- und daraufhin die H-Oktaven mit einer ähnlichen Oktavgegenbewegung versehen, der Akkordteil dazwischen entfällt, dafür wird an das Ende des Teils ein mehrfach erklingender, dissonant aufgebauter Akkord gesetzt, der in einem grundtonlosen Gaug 7-Akkord mündet, dem Bassoktavgänge entgegengesetzt werden. In Takt 52 setzt die rechte Hand aus, die linke beginnt eine wellenartige Auf- und Abbewegung.
Das „Unheil“ erreicht langsam seinen Höhepunkt: Über einem F-Oktavtremolo, der wie ein Orgelpunkt wirkt, wird ein übermäßiger Dreiklangsakkord im Piano beginnend chromatisch über den Bereich von zwei Oktaven nach oben verschoben, der schließlich im Fortississimo auf einem Caug-Akkord endet. Dieser wird übernommen und stetig wiederholt, während ihm im Bass dissonante, vor allem Tritoni beinhaltende Akkorde entgegengesetzt werden. Schließlich folgt ab Takt 84 eine homophone, orgelartig zu spielende Akkordpassage, die konsonantere Harmonien als zuvor enthält. Ab Takt 101 wird der Satz polyphoner, zweimal werden chromatische Auf- und Abwärtsbewegungen eingeschoben. Anschließend wird eine zunächst chromatische Basslinie mit einigen dissonanten, später konsonanten Akkorden ausgeschmückt. Das Stück endet mit einer Linie aus einzelnen, langen Bassnoten.